# Maryline Salvetat
Maryline Salvetat (Castres, 11 augustus 1974) is een Frans wielrenster die vooral in het veld actief is. In 2007 werd ze wereldkampioene in het Belgische Hooglede-Gits.

## Overwinningen

### Wegwielrennen
1996
- 3e etappe Grand Prix de la Mutualite de la Haute-Garonne
- GP De France

1997
- 3e etappe Tour de la Haute-Vienne

1999
- 1e etappe Vuelta a Navarra
- Eindklassement Vuelta a Navarra

2000
- 1e etappe Route des Vins à Fleurie
- Eindklassement Route des Vins à Fleurie

2006
- Trophée des Grimpeurs

2007
- Frans kampioene tijdrijden
- 2e etappe Tour de Charente-Maritime
- Eindklassement Tour de Charente-Maritime

2008
- St Salvy de la Balme

### Veldrijden
| Seizoen   | Wereldbeker | Superprestige | GVA Trofee | WK     | FK     | EK     | Overige              | Totaal aantal zeges |
| --------- | ----------- | ------------- | ---------- | ------ | ------ | ------ | -------------------- | ------------------- |
| 1999-2000 |             |               |            |        | 5e     | NVT    |                      | 0                   |
| 2000-2001 |             |               |            | 19e    | Zilver | NVT    |                      | 0                   |
| 2001-2002 |             |               |            | 19e    | Goud   | NVT    |                      | 1                   |
| 2002-2003 |             |               |            | 7e     | Zilver | NVT    |                      | 0                   |
| 2003-2004 |             |               |            | Zilver | Goud   | NVT    | Athée, Sedan, Liévin | 4                   |
| 2004-2005 |             |               |            | 5e     | Goud   | Zilver | Bollène, Sedan, Lons | 4                   |
| 2005-2006 |             |               |            | 6e     | Zilver | 4e     | Nommy, Athée         | 2                   |
| 2006-2007 |             |               |            | Goud   | Goud   | 7e     | Pétange              | 3                   |
| 2007-2008 | Hofstade    |               |            | 5e     | Zilver | Zilver | Sarrebourg, Petange  | 3                   |
| 2008-2009 |             |               |            | 10e    | Goud   | Zilver | Montrevell           | 2                   |

- International Standard Name Identifier: 0000 0003 5864 0193
- Système universitaire de documentation: 081850360
- Virtual International Authority File: 210095389